# Videoovervågning
Videoovervågning eller tv-overvågning, internt fjernsyn (engelsk Closed-circuit television (CCTV), er brugen af videokameraer og overvågningskameraer til at overvåge et specifikt sted hvor der som regel er adgang forbudt for uvedkommende. Man kalder tv-overvågning "closed-circuit television" på engelsk fordi at billederne som sendes fra kameraerne er forbeholdt en bestemt gruppe personer, ikke for offentligheden.
Overvågning af offentligheden ved hjælp af videoovervågning er almindelig i mange områder rundt om i verden. Videoovervågning har skabt betydelig debat om at anvendelsen med personers privatlivsret selv når de er offentligheden. Ifølge statista.com og network-data-cabling.co.uk er London den mest overvågede by i Europa.
I industrianlæg kan videoovervågning bruges til at observere dele af en proces fra et centralt kontrolrum, især hvis de observerede omgivelser er farlige eller utilgængelige for mennesker. videoovervågningssystemer kan arbejde kontinuerligt eller kun efter behov for at overvåge en bestemt begivenhed. En mere avanceret form for videoovervågning, der bruger digitale videooptagere (DVR'er), giver optagelse i muligvis mange år med en række kvalitets- og ydeevnemuligheder og ekstra funktioner (såsom bevægelsesdetektering og e-mail-advarsler). For nylig understøtter decentraliserede IP-kameraer, måske udstyret med megapixelsensorer, optagelse direkte til netværkstilsluttede lagerenheder eller intern flash til fuldstændig selvstændig drift.

## Brug på skoler
I USA, Storbritannien, Canada, Australien og New Zealand bruges CCTV i vid udstrækning i skoler på grund af dets succes med at forhindre mobning, hærværk, overvåge besøgende og vedligeholde beviser for en forbrydelse. Der er nogle begrænsninger, kameraer bliver ikke installeret i områder, hvor der er en "rimelig forventning om privatlivets fred ", såsom badeværelser, fitnessrum og private kontorer (medmindre samtykke fra kontorbeboeren er givet). Kameraer er generelt acceptable på gange, parkeringspladser, frontkontorer, hvor elever, ansatte og forældre kommer og går, gymnastiksale, cafeterier, forsyningslokaler og klasseværelser. Nogle lærere protesterer mod installation af kameraer.

## Teknologisk udviklinger

### Computerstyret analyse og identifikation
Computerstyrede kameraer kan identificere, spore og kategorisere objekter i deres synsfelt.
Videoindholdsanalyse (engelsk video content analysis), også kaldet videoanalyse (engelsk video analytics), er evnen til automatisk at analysere video for at opdage og bestemme tidsmæssige begivenheder, der ikke er baseret på et enkelt billede, men snarere object classificering. I det sidste årti er der udviklet forbedrede VCA-funktioner. Udover at genkende specifikke former og farver, kan VCA-applikationer nu analysere mere komplekse scenarier.

## Privatliv
I Danmark må private personer ikke foretage tv-overvågning af gade, vej, plads eller lignende område, som benyttes til almindelig færdsel. Optagelser skal slettes senest 30 dage efter optagelserne er foretaget, i henhold til § 4,  stk. 4 i Lov om ændring af lov om tv-overvågning og lov om retshåndhævende myndigheders behandling af personoplysninger.